# Robert Coeler
Robert Ludwig Gustav Coeler (* 29. Januar 1863 in Marienwerder; † 14. April 1904) war ein deutscher Verwaltungsjurist und Landrat.

## Leben
Robert Coeler studierte an der Universität Bonn Rechtswissenschaften. 1881 wurde er Mitglied des Corps Palatia Bonn. Nach dem Studium trat er in den preußischen Staatsdienst ein und war zunächst Regierungsreferendar in Breslau. Das Assessorexamen legte er 1889 ab. Anschließend wurde er Regierungsassessor bei der Regierung Posen. 1895 wurde er Landrat des Kreises Gnesen. Das Amt hatte er bis zu seinem Tod 1904 inne.